# Agapetus tasmanicus
Agapetus tasmanicus là một loài Trichoptera trong họ Glossosomatidae. Chúng phân bố ở miền Australasia.